# Uromyces holci
Uromyces holci ist eine Ständerpilzart aus der Ordnung der Rostpilze (Pucciniales). Der Pilz ist ein Endoparasit der Süßgräser Holcus setiger und Schismus scaberrimus. Symptome des Befalls durch die Art sind Rostflecken und Pusteln auf den Blattoberflächen der Wirtspflanzen. Sie ist ein Endemit Südafrikas.

## Merkmale

### Makroskopische Merkmale
Uromyces holci ist mit bloßem Auge nur anhand der auf der Oberfläche des Wirtes hervortretenden Sporenlager zu erkennen. Sie wachsen in Nestern, die als gelbliche bis braune Flecken und Pusteln auf den Blattoberflächen erscheinen.

### Mikroskopische Merkmale
Das Myzel von Uromyces holci wächst wie bei allen Uromyces-Arten interzellulär und bildet Saugfäden, die in das Speichergewebe des Wirtes wachsen. Die Spermogonien und Aecien der Art sind nicht bekannt. Die orangegelben Uredien des Pilzes wachsen oberseitig auf den Wirtsblättern. Seine hellgelblichen Uredosporen sind 22–26 × 20–23 µm groß, zumeist breit eiförmig bis breitellipsoid und stachelwarzig. Die beidseitig wachsenden Telien der Art sind schwärzlich und lose bedeckt. Die goldenen bis kastanienbraunen Teliosporen sind einzellig, in der Regel eiförmig und 20–25 × 17–21 µm groß. Ihre Stiele sind bis zu 60 µm lang.

## Verbreitung
Das bekannte Verbreitungsgebiet von Uromyces holci umfasst lediglich Südafrika.

## Ökologie
Die Wirtspflanzen von Uromyces holci sind Holcus setiger und Schismus scaberrimus. Der Pilz ernährt sich von den im Speichergewebe der Pflanzen vorhandenen Nährstoffen, seine Sporenlager brechen später durch die Blattoberfläche und setzen Sporen frei. Die Art durchläuft einen Entwicklungszyklus, von dem bisher nur Telien und Uredien sowie deren Wirt bekannt sind; Spermogonien und Aecien konnten ihr nicht zugewiesen werden.